# Heizkraftwerk Duisburg-Wanheim
Koordinaten: 51° 23′ 24″ N, 6° 44′ 52,8″ O
Das Heizkraftwerk Duisburg-Wanheim verfügt über eine elektrische Leistung von 279 MW und eine thermische Leistung von 255 MW. Es gehört den Stadtwerken Duisburg und wird mit Erdgas betrieben, als Backup ist auch der Betrieb mit Heizöl möglich. Das Kraftwerk ist über ein eigenes Umspannwerk an das 110-kV-Netz der Netze Duisburg angeschlossen. Die Anlage besteht aus zwei Blöcken, HKW III/A und III/B. Block A wurde 2002 gebaut und verfügt über eine Nettoleistung von 40 MW. Der Gas- und Dampfturbinenkraftwerk-Block B wurde 2005 in Betrieb genommen und hat eine elektrische Bruttoleistung von 245 MW, bei maximaler Wärmeabgabe von 167 MW.

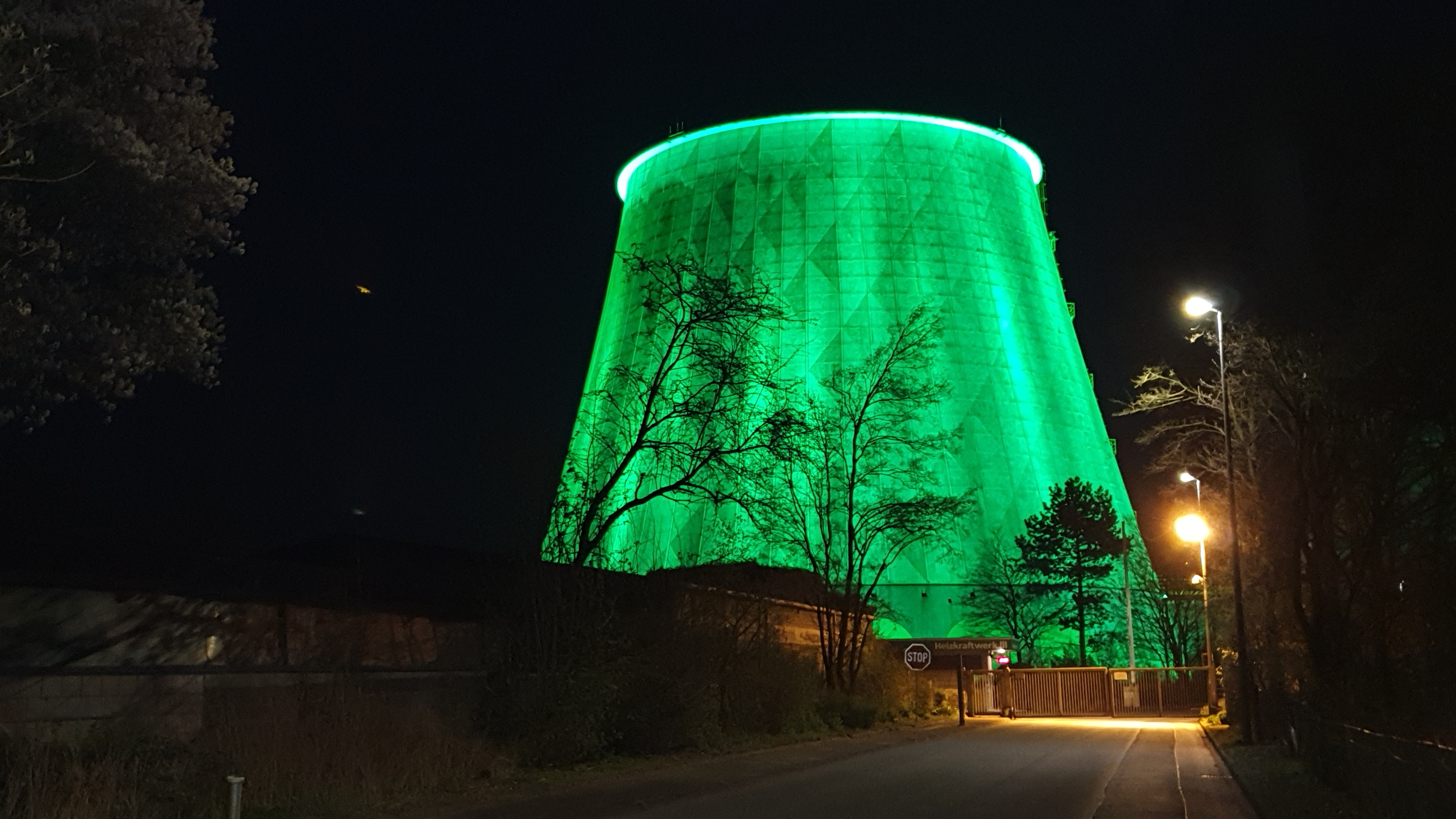
Nachts grün beleuchteter Kühlturm

Der Kühlturm des Kraftwerks wird nachts grün angestrahlt und stellt damit eine charakteristische Landmarke dar, die vom gegenüberliegenden Rheinufer weithin sichtbar ist.

## Fernwärmeversorgung
Nach der Stilllegung der beiden Kohleblöcke HKW II Ende 2012 und HKW I im März 2018 am Standort Hochfeld ist das Kraftwerk in Wanheim das letzte Heizkraftwerk der Stadtwerke Duisburg, welches das Fernwärmenetz mit bis zu 130 °C Heißwasser versorgt. Es werden 70.000 Wärmekunden beliefert, die abgegebene Wärmemenge beträgt 700 GWh bei einer Höchstlast von 310 MW (Stand 2019).
Zur Verbesserung der Betriebsführung wurde für 20 Mio. Euro ein Fernwärmespeicher am Standort Wanheim errichtet, so dass im Sommer die Wärmekunden bis zu 70 h lang aus dem Speicher bedient werden können, ohne dass die KWK-Anlage laufen muss. Der Speicher hat eine Höhe von 44 m und einen Durchmesser von 36 m. Das Fassungsvermögen beträgt ca. 43.000 m³ Wasser und kann 1450 MWh Wärme aufnehmen. Aufgrund des modernen drucklosen Zwei-Zonen-Designs sind Speichertemperaturen bis zu 115 °C darstellbar.
Weiterhin wurde 2018 zur Verbesserung der Versorgungssicherheit auch eine Fernwärmeleitung zur Fernwärmeschine Niederrhein im Norden der Stadt gebaut (Länge 6 km, Innendurchmesser 0,4 m incl. Isolierung 0,63 m, Projektvolumen ca. 8 M€), über die auch industrielle Abwärme bezogen werden kann.